# 15869 Туллій
15869 Туллій (15869 Tullius) — астероїд головного поясу, відкритий 8 серпня 1996 року.
Тіссеранів параметр щодо Юпітера — 3,344.
Названий на честь Тулла Гостілія — третього царя стародавнього Риму (673 — 642 до н. е.).